# Trận Pontarlier
Trận Pontarlier, hay còn gọi là Trận Pontarlier-La Cluse, là một hoạt động quân sự trong chiến dịch nước Pháp của quân đội Phổ – Đức trong các năm 1870 – 1871, đã diễn ra từ ngày 29 tháng 1 cho đến ngày 1 tháng 2 năm 1871, gần Pontarlier (một thị trấn tại tỉnh Doubs, giáp với biên giới Pháp - Thụy Sĩ) và La Cluse, nước Pháp, không lâu sau khi hai nước Đức và Pháp đã tiến hành ngừng bắn. Trong các cuộc giao tranh này, Binh đoàn phía Nam của quân đội Đức – dưới quyền chỉ huy của Thượng tướng Bộ binh Edwin von Manteuffel – đã giành được chiến thắng trước Binh đoàn phía Đông của quân đội Cộng hòa Pháp dưới quyền chỉ huy của tướng Justin Clinchant, buộc Binh đoàn phía Đông của Pháp phải tiến hành rút chạy sang lãnh thổ Thụy Sĩ trung lập. Những nỗ lực mạnh mẽ của các đạo quân Đức do tướng August von Werder chỉ huy trong trận sông Lisaine trước đó, cũng như của các đạo quân của tướng Von Manteuffel trong trận chiến Pontarlier, cho khiến cho cuộc tấn công vào miền Nam nước Đức được Binh đoàn phía Đông dự kiến bị phá sản. Đồng thời, sự thảm bại của Binh đoàn phía Đông cuối cùng cũng đã buộc Bộ trưởng Nội vụ Pháp Léon Gambetta phải chấm dứt kháng cự quân Đức. Trận thua tại Pontarlier cũng mang lại cho quân Pháp những thiệt hại nặng nề, trong đó có một số lượng lớn binh lính bị bắt làm tù binh.
Vào tháng 12 năm 1870, tướng Pháp Charles Denis Sauter Boubarki lên chỉ huy Binh đoàn phía Đông và tiến quân đến Belfort để giải vây cho pháo đài này. Tuy nhiên, tướng Karl August von Werder của Đức đã bẻ gãy cuộc tấn công của Boubarki trong trận sông Lisaine đầu năm 1871. Vào ngày 22 tháng 1 năm 1871, Bourbaki và đoàn quân rệu rã của ông đã triệt thoái đến Besançon. Một binh đoàn khác của Đức dưới sự chỉ huy của tướng Von Manteuffel cũng xuất hiện và Binh đoàn phía Đông của Pháp đã rơi vào nguy cơ bị kìm kẹp giữa hai đạo quân của Đức. Tình thế thúc bách Bourbaki phải triệt thoái về Pontarlier như là một cách duy nhất. Cảm thấy sự ô nhục của đội quân của mình, viên tướng xấu số đã trao quyền chỉ huy binh đoàn cho tướng Clinchant vào ngày 24 tháng 1, sau đó ông tự nã súng vào đầu mình nhưng không chết. Cùng ngày hôm đó, trong cuộc hành quân mau lẹ về hướng đông của mình, các lực lượng dưới quyền Manteuffel đã vượt sông Doubs và chiếm giữ các hẻm núi ở biên giới Thụy Sĩ để cùng với Werder khép kín vòng vây quân Pháp. Trong khi đó, Clinchant đã thực hiện cuộc rút lui của tất cả mọi quân đoàn thuộc quyền mình tới Pontarlier, và bị Manteuffel theo sát ở phía sau. Và, vào ngày 29 tháng 1, Manteuffel phát động một cuộc tổng tấn công: chiều hôm đó, lực lượng tiền vệ của Sư đoàn số 14 của Đức đã đánh tan đội hậu binh Pháp tại Sombacourt và Chaffois, đẩy lui quân Pháp về Pontarlier. Cùng ngày, quân tiền vệ của Quân đoàn Bắc Đức số 2 đã giao chiến với một đội quân Pháp án ngữ gần Les Planches (nhằm yểm trợ cho con đường mà Clinchant có thể thực hiện cuộc vượt biên vào Thụy Sĩ). Quân Pháp một lần nữa đại bại, nhưng hậu quả của thất bại này đã được giảm do Manteuffel hạ lệnh cho Quân đoàn số 2 chuyển hướng sang Frasne. Sự kiệt quệ của quân Pháp đã khiến cho Clinchant không thể tính chuyện trốn về phía nam nếu có thể. Sau cả một ngày giao tranh, vào ngày 30 tháng 1, Quân đoàn số 2 của Đức đã tấn công vào Frasne và đánh tan quân Pháp, đẩy bật quân Pháp ra xa hơn nữa.
Hôm ấy, thông tin về hiệp định đình chiến giữa hai nước vào ngày 28 tháng 1 đã tạo điều kiện cho Clinchant bước vào vòng đàm phán, nhưng Manteuffel không chấp nhận. Song một cuộc giao tranh kịch liệt vào ngày 31 tháng 1, ông chiếm được các con đường tại St. Marie, ở vùng núi phía nam Pontarlier. Đến giữa ngày 1 tháng 2 năm 1871, quân đội Đức đã sẵn sàng mở một cuộc tấn công vào Pontarlier. Vào đầu ngày, tướng Clinchant đã ký kết một thỏa ước với người Tổng chỉ huy quân đội Thụy Sĩ theo đó đội quân của ông được quyền vượt biên và giải giới ở Thụy Sĩ. Cuộc rút lui đã được tiến hành sau khi thỏa ước được hoàn tất, và vào buổi chiều, một lữ đoàn do Du Trossel chỉ huy thuộc Quân đoàn Bắc Đức số 2 đã tấn công thành công vào thị trấn này. Quân Pháp chịu thiệt hại rất nặng nề. Sau thắng lợi này, Du Trossel đã truy kích đối phương qua đèo và tới các pháo đài Larmont và Joux, và tại đây quân Đức đã bị trì hoãn. Lực lượng kháng cự cuối cùng của Pháp cuối cùng cũng rút lui, cuộc rút chạy sang Thụy Sĩ là một thảm họa lớn đối với quân đội Pháp. Những cuộc hành binh và giao chiến dồn dập trong chiến dịch ba tuần của Von Manteuffel đã đem lại thắng lợi quan trọng cho ông. Điều đó cũng thể hiện sự dày dạn của quân đội Đức dưới sự chỉ huy tài tình và táo bạo.